# Bernie Mac
Bernie Mac, właśc. Bernard Jeffery McCullough (ur. 5 października 1957 w Chicago, zm. 9 sierpnia 2008 tamże) – amerykański komik i aktor filmowy.

## Życiorys
Urodził się i dorastał w Chicago. Zadebiutował na małym ekranie w serialu komediowym telewizji HBO Russell Simmons' Def Comedy Jam. Potem wystąpił w filmie fabularnym Więcej szmalu (Mo' Money). Zagrał postać Bosleya w filmie Aniołki Charliego: Zawrotna szybkość.

## Filmografia

### Aktor
- Więcej szmalu (Mo' Money, 1992) jako dozorca w klubie
- Kim jest ten facet? (Who's the man?, 1993) jako G-George
- House Party 3 (1994) jako wujek Vester
- Nad Obręczą (Above the Rim, 1994) jako Flip Johnson
- Piątek (Friday, 1995) jako pastor Clever
- The Walking Dead (1995) jako Ray
- Moesha (1996–2001) jako Bernard Jefferson 'Bernie' Mitchell
- Reasons (1996)
- Chłopaczki z sąsiedztwa (Don't Be a Menace to South Central While Drinking Your Juice in the Hood, 1996) jako Nienawidzący siebie oficer
- Podryw (Booty Call, 1997) jako sędzia Peabody
- Don King: Król Boksu (Don King: Only In America, 1997) jako Bendini Brown
- Czarne Perły (B*A*P*S, 1997) jako pan Johnson
- Striptizerki (The Players Club, 1998) jako Dollar Bill
- Życie (Life, 1999) jako Jangle Leg
- Ocean’s Eleven: Ryzykowna gra (Ocean’s Eleven, 2001) jako Frank Catton
- Sądny dzień (What's the Worst that Could Happen?, 2001) jako wuj Jack
- Niepokonany (Undisputed, 2002) jako Mike „Bear”
- Zły Mikołaj (Bad Santa, 2003) jako Gin Slagel
- Przywódca – zwariowana kampania prezydencka (Head of State, 2003) jako Mitch Gilliam
- Aniołki Charliego: Zawrotna szybkość (Charlie’s Angels: Full Throttle, 2003) jako Bosley
- Pan 3000 (Mr. 3000, 2004) jako Stan Ross
- Ocean’s Twelve: Dogrywka (Ocean’s Twelve, 2004) jako Frank Catton
- Inspektor Gadget: Misja Specjalna (Inspector Gadget's Biggest Caper Ever(VG), 2005) jako samochód Gadgeta (głos)
- Zgadnij kto (Guess Who, 2005) jako Percy Jones
- Honor Deferred (2006) jako Gość
- Pride (2007) jako Elston
- Transformers (2007) jako Bobby Bolivia
- Ocean’s Thirteen (Ocean’s Thirteen, 2007) jako Frank Catton
- Soulowi bracia (Soul Men, 2008) jako Floyd Henderson
- Stare wygi (Old Dogs, 2009) jako Jimmy Lunchbox (jego ostatnia rola)

### Głosy
- Lil’ Pimp (2005) jako Owocowy Sok
- Madagaskar 2 (Madagascar 2: Escape Africa, 2008) jako Zuba

### Producent
- The Bernie Mac Show (2001)
- Zgadnij Kto (Guess Who, 2005)